# Halvledare

Jämförelse av elektronband i metall, halvledare och isolator

Halvledare (halvledarmaterial) är kristallina material som inte leder elektrisk ström lika bra som en ledare, men inte heller utesluter strömledning som en isolator.
Halvledare kan även avse en halvledarkomponent, vilket är en elektronisk komponent som är tillverkad genom att ett halvledarmaterial (vanligen kisel, germanium, galliumarsenid eller en organisk halvledare) dopas med andra ämnen. Vanliga halvledarkomponenter är dioder (halvledardioder) och transistorer. Halvledarkomponenter inkapslas både som enstaka diskreta komponenter och som integrerade kretsar (IC-kretsar också kallade chip), där de senare består av flera, upp till miljardtals, transistorer och andra elektroniska komponenter - tillverkade och sammankopplade på en enda halvledarskiva (även kallat ett substrat). Halvledarkomponenter har sedan 1940-talet successivt ersatt vakuumrör i de flesta elektroniska applikationer. Tidiga tillämpningsexempel av halvledarelektronik var transistorradio, dator från den andra generationen (1950-talet), miniräknare (1970-talet), LED-lampa, solcell, plattskärm och SSD-minne. Tillverkningsindustrierna kallas halvledarfabriker, och är huvudsakligen koncentrerade till Taiwan och andra östasiatiska länder, ursprungligen till Silicon Valley kring San Francisco.
Ett rent halvledarmaterial som till exempel kisel leder ström genom termiskt exciterade elektroner. Det gör att ledningsförmågan i ett halvledarmaterial ökar dramatiskt med temperaturen, då antalet tillgängliga exciterade elektroner ökar exponentiellt med temperaturen. För vanliga ledare sjunker däremot den elektriska ledningsförmågan eftersom spridning mot kristallgittrets rörelser, fononer, ökar.
Kisel som används i halvledarkomponenter har oftast tillsatts mycket små mängder av andra ämnen i en process som kallas dopning, varvid ledningsförmågan ökar markant. Kisel finns i IUPAC grupp 14 i det periodiska systemet (även kallad kolgruppen, tidigare omnämnd grupp IV). De element som tillsätts befinner sig i angränsande grupper, alltså i grupp 13 (borgruppen, tidigare omnämnd grupp III) eller grupp 15 (kvävegruppen, tidigare omnämnd grupp V). Tillsats av en atom ur grupp 15 (oftast arsenik eller fosfor), som har en elektron mer i valensbandet än de omgivande kiselatomerna, gör att denna elektron hamnar i halvledarens ledningsband. På motsvarande vis ger tillsats av ett ämne ur grupp 13 (oftast aluminium eller bor) en elektron mindre för de omgivande atomerna. Det resulterande hålet är en så kallad kvasipartikel, och fungerar i praktiken som en positiv laddningsbärare.
Ett stycke halvledare som dopats med ett material som ger extra elektroner kallas n-dopat, och om det är dopat med atomer med färre elektroner är det p-dopat. Sammankopplingen mellan p-dopat och n-dopat material kallas en pn-övergång, och leder (med vissa undantag) ström bara i en riktning.

## Utveckling
Halvledare har egenskaper som tilldragit sig stort intresse under andra halvan av 1900-talet, sedan uppfinningen av transistorn i slutet av 1940-talet. Transistorn är ett förstärkarelement som har väsentliga fördelar över det äldre elektronröret. Det arbetar vid normal rumstemperatur och kan göras så mycket mindre att flera transistorer kan integreras på samma halvledarplatta, ett så kallat "chip", till en integrerad krets ("IC").
En viktig egenskap i bandgapet hos en halvledare är att dess storlek ger upphov till fotoner i samma storleksordning som synligt ljus. Alla halvledare är goda detektorer av ljus. Kisel sänder däremot inte ut ljus. Av denna anledning används i stället halvledare av annan sort för att sända ljus, galliumarsenid (GaAs) och indiumfosfid (InP). Delvis används ljuset till lysdioder, men man kan även använda dem till att göra lasrar. Den moderna tidens optiska kommunikation har gjorts möjlig genom att använda lasrar och detektorer av indiumfosfid.
Den gren av fysiken som studerar halvledare kallas halvledarfysik, halvledarelektronik eller halvledarkemi. Praktisk användning av halvledarkomponenter studeras inom elektronik.
Halvledarkomponenter använder elektrisk ledning i fast tillstånd snarare än gasformigt tillstånd eller termjonisk emission i ett vakuum, och komponenternas teknologi kallas därför även fasta tillståndets elektronik. Integrerade kretsar är exempel på mikroelektronik.

## Elektronstruktur i halvledare

Bandgap i halvledare

Halvledare innehar ett antal användbara och unika egenskaper relaterat till dess elektronstruktur. Elektroner i fasta ämnen tenderar att ockupera olika energiband. Energibandet som associeras med en elektron i dess grundtillstånd brukar kallas valensband. För halvledare är elektroner i detta band statiska, medan energibandet för exciterade elektroner kallas ledningsbandet. Dessa elektroner tillåts röra sig fritt i ledningsbandet och har ofta högre energi. Som namnet antyder kan elektroner i ledningsbandet leda elektricitet. Skillnaden i energinivåer mellan valensbandet och ledningsbandet kallas bandgap och motsvarar den nödvändiga energin som krävs för att excitera en elektron i valensbandet till ledningsbandet. För vissa metaller, exempelvis magnesium, överlappar valens- och ledningsbandet varandra, vilket motsvarar ett negativt bandgap. I dessa situationer finns alltid några elektroner i ledningsbandet, och materialet har hög ledningsförmåga (konduktivitet). Andra metaller, som exempelvis koppar, har lediga platser i valensbandet, och även där kan elektroner leda elektricitet, därav dessa metallers höga ledningsförmåga. För isolatorer är valensbandet helt fullt och bandgapet relativt högt, vilket motverkar ledningsförmåga. Halvledare har en liknande elektronisk struktur som isolatorer har, men med ett relativt lågt bandgap som är ofta mindre än 2 eV. Eftersom bandgapet är relativt litet kan elektronerna exciteras termiskt upp till ledningsbandet och därmed öka halvledarnas konduktivitet i rumstemperatur.
Elektroner i ledningsbandet har ofta rörelsefrihet i materialet som leder elektriciteten. Dessutom lämnar elektroner som exciteras till ledningsbandet tomma platser efter sig i valensbandet vilket motsvarar en saknad elektron i någon av de kovalenta bindningarna. Under inverkan av elektriskt fält kommer en närliggande valenselektron att hoppa över till den lediga positionen vilket ger nettoeffekten att platserna rör sig. Därav kan den saknade elektronen betraktas som ett "hål" med samma möjligheter att röra sig genom materialet som elektronerna har. Hål betraktas som en elektriskt laddad partikel med samma laddning som elektronen (1,6×10−19 C), men med motsatt tecken. Under inverkan av elektriskt fält rör sig elektroner och hål i olika riktningar. Elektroner är mer mobila än hål och därav mer effektiva som ledningselektroner. Eftersom både elektroner och hål är kapabla att leda elektricitet brukar de benämnas bärare.
Koncentrationen av bärare är starkt beroende av temperaturen. En ökning av temperaturen leder till en ökning av antalet bärare, och motsvarar en ökning av ledningsförmågan. Detta står i stark kontrast till ledare, som ofta tenderar att få sämre ledningsförmåga vid högre temperaturer. Ovanstående princip används i termistorer för att mäta temperaturen. Dopningen innebär att antalet fria hål och elektroner ökar.
Se konduktivitet för mer information om elektrisk ledningsförmåga i material.

## Vanliga halvledare och deras kemiska beteckning
- Kisel, Si
- Germanium, Ge
- Galliumarsenid, GaAs
- Indiumfosfid, InP
- Kiselkarbid, SiC
- Germaniumsilicid, GeSi